# Notoraja azurea
Notoraja azurea — вид хрящевых рыб рода Notoraja семейства Arhynchobatidae. Обитают в умеренных водах восточной части Индийского и юго-западной части Тихого океана. Встречаются на глубине до 1440 м. Их крупные, уплощённые грудные плавники образуют округлый диск со треугольным заострённым рылом. Максимальная зарегистрированная длина 64,5 см. Не являются объектом целевого промысла.

## Таксономия
Впервые вид был научно описан в 2008 году. Видовой эпитет происходит от фр. azur — «небесно-голубой». Голотип представляет собой взрослого самца длиной 62,1 см, пойманного у берегов Тасмании (41°43′ ю. ш. 148°38′ в. д.) на глубине 877—950 м. Паратипы: самки длиной 22,6—60,3 см, неполовозрелые самцы длиной 20,3—35,7 см и взрослые самцы длиной 53,5—53,7 см, пойманные там же на глубине 900—1220 м.

## Ареал
Эти скаты обитают у южного побережья Австралии, в водах Западной Австралии и Тасмании. Встречаются на глубине 765—1440 м.

## Описание
Широкие и плоские грудные плавники этих скатов образуют округлый диск с треугольным заострённым рылом. На вентральной стороне диска расположены 5 жаберных щелей, ноздри и рот. На тонком хвосте имеются латеральные складки. У этих скатов 2 редуцированных спинных плавника и редуцированный хвостовой плавник. Ширина диска равна 52,2—57 % длины тела. Расстояние от кончика рыла до глаз составляет 11,1—14,5 %, а до верхней челюсти 12,0—14,2 % длины тела. Длина хвоста от клоаки до кончика равна 56,3—61,7 % длины тела. На дорсальной поверхности диска имеются обширные области, лишённые чешуи, вентральная поверхность диска и хвоста голая. Ростральные шипы отсутствуют. В передней части хвоста на дорсальной поверхности расположено два ряда колючек. На верхней челюсти 32—43, а на нижней 32—39 зубных рядов. Окраска дорсальной поверхности серо-голубого цвета, нижняя сторона темнее, окрашена в серо-коричневый цвет. Грудные плавники образованы 66—69 лучами. Количество позвонков в туловищном отделе 25—27, а в хвостовом 76—80. Максимальная зарегистрированная длина 64,5 см.

## Биология
Вероятно, подобно прочим представителям семейства однопёрых скатов, Notoraja azurea размножаются откладывая яйца. Наименьшая особь имела в длину 19,3 см. Самцы становятся половозрелыми при достижении длины 53,5 см.

## Взаимодействие с человеком
Эти скаты не являются объектом целевого лова. С 2007 года глубоководный промысел в ареале прекращён. Международный союз охраны природы оценил охранный статус вида как «Вызывающий наименьшие опасения».